# Gastrotheca walkeri
La Gastrotheca walkeri és una espècie de granota de la família del hemipràctids. Va ser descrit William E. Duellman el 1980.
El nom específic honora el professor de història llatinoamericana Charles F. Walker, que va reconèixer l'espècie com a diferent.
És una espècie arborí que sol viure a les branques d'arbusts, arbres o fulles de palmera, a 1-2 m sobre el sòl, al bosc humit premuntà i al bosc nebulós. Aquesta espècie es troba de forma simpàtrica amb G. ovifera i Flectonotus pygmaeus. Té un desenvolupament directe sense un estadi larvari de vida lliure. Els ous i les cries es porten a l'esquena de la femella.
Viu a part central de la Serralada de la Costa a Veneçuela, 650-1200 m d'altitud.
A la Llista Vermella de la UICN és catalogat en la categoria vulnerable. La desforestació, la fragmentació de l'hàbitat per la urbanització i l'expansió de les activitats agrícoles així com la lixiviació de les terres vers els estanys amenacen el seu hàbitat. La flora de la part central de la serralada de la Costa, amenaçada, en perill o en perill crític. A la zona més occidental, l'agricultura a petita escala, les granges porcines i la urbanització també són amenaces. A més, el fong Batrachochytrium dendrobatidis està present en aquesta zona i ha causat extincions locals en alguns amfibis simpàtrics.